# Skala, Orativ
Skała (în ucraineană Скала, transliterat: Skala) este o comună în raionul Orativ, regiunea Vinnița, Ucraina, formată numai din satul de reședință.

## Demografie
Componența lingvistică a satului Skała
     Ucraineană (99,43%)
     Alte limbi (0,57%)
Conform recensământului din 2001, majoritatea populației satului Skała era vorbitoare de ucraineană (99,43%), existând în minoritate și vorbitori de alte limbi.